# Mani (groupe)
Pour les articles homonymes, voir Mani.
Mani est un groupe de rock français.

## Biographie
En 2007, Mani Hoffman (coauteur des textes et interprète du tube Starlight des Supermen Lovers et ex-membre du groupe Jealousy[réf. souhaitée]) rencontre le compositeur Antoine Le Guern (Tony), issu lui aussi du milieu de la musique électronique[réf. nécessaire].  Le groupe se forme ensuite naturellement avec des amis d'enfance : Benjamin Durand (Ben) à la basse et Stanislas Augris (Stan) à la batterie.  En 2009, l'arrivée du guitariste Pierre-Arnaud Crespeau (Pac), qui vient de la scène rock, finit de donner au groupe Mani, ce son qui le caractérise[réf. nécessaire].
Le groupe signe d'abord avec Toby Smith (fondateur et ancien claviériste du groupe Jamiroquaï) chez Angelic Union en Angleterre mais n'adhère pas à la tournure trop électronique que prend la réalisation de leur album[réf. nécessaire]. Ils décident donc de rompre leur contrat, découragés[réf. nécessaire]. À la fin de septembre 2009, le groupe s'inscrit sur My Major Company afin d'avoir l'avis direct du public sur sa musique. Ils obtiennent les 100 000 euros nécessaires à la production en moins d'un mois grâce à 780 producteurs[réf. nécessaire].
À la rentrée 2011, Mani sort la version anglaise de son premier single intitulé Bang Bang. La version franco-anglaise du single entre rapidement dans les playlists des radios nationales suivie par le clip, très largement diffusé sur les chaînes musicales[réf. souhaitée]. L'album Heroes of Today sort le 30 janvier 2012 et s'inscrit dans une pop « hybride » à mi chemin entre rock, soul et electro avec Tiery F (Estelle, Rohff...) à la réalisation et Véronica Ferraro (Ben l'Oncle Soul, David Guetta...) au mixage[réf. nécessaire].
En 2012, une tournée dans toute la France voit le jour. Leur album sort le 14 février 2013 au Japon (source : My Major Company)[réf. à confirmer]. Le groupe participe au single caritatif Je reprends ma route en faveur de l'association Les Voix de l'enfant.
Le 28 mai 2013, Antoine Le Guern puis Mani Hoffman annoncent la fin de Mani[réf. nécessaire].

## Discographie

### Singles
- 2011 : Bang Bang
- 2012 : Bungalow